# Omnia munda mundis
Omnia munda mundis лат. (изговор: oмнија мунда мундис). Чистима је све чисто. (Апостол Павле)

## Поријекло изреке
Ова изрека је из Посланицe Титу коју је изговорио Свети Павле.

## Тумачење
Изрека каже да онај који је чист и чедан (нарочито дјеца) не увиђа никада туђи гријех. Лопов увијек и у свему код других види лоповлук. Каже се и „ко о чему курва о поштењу“